# De re rustica

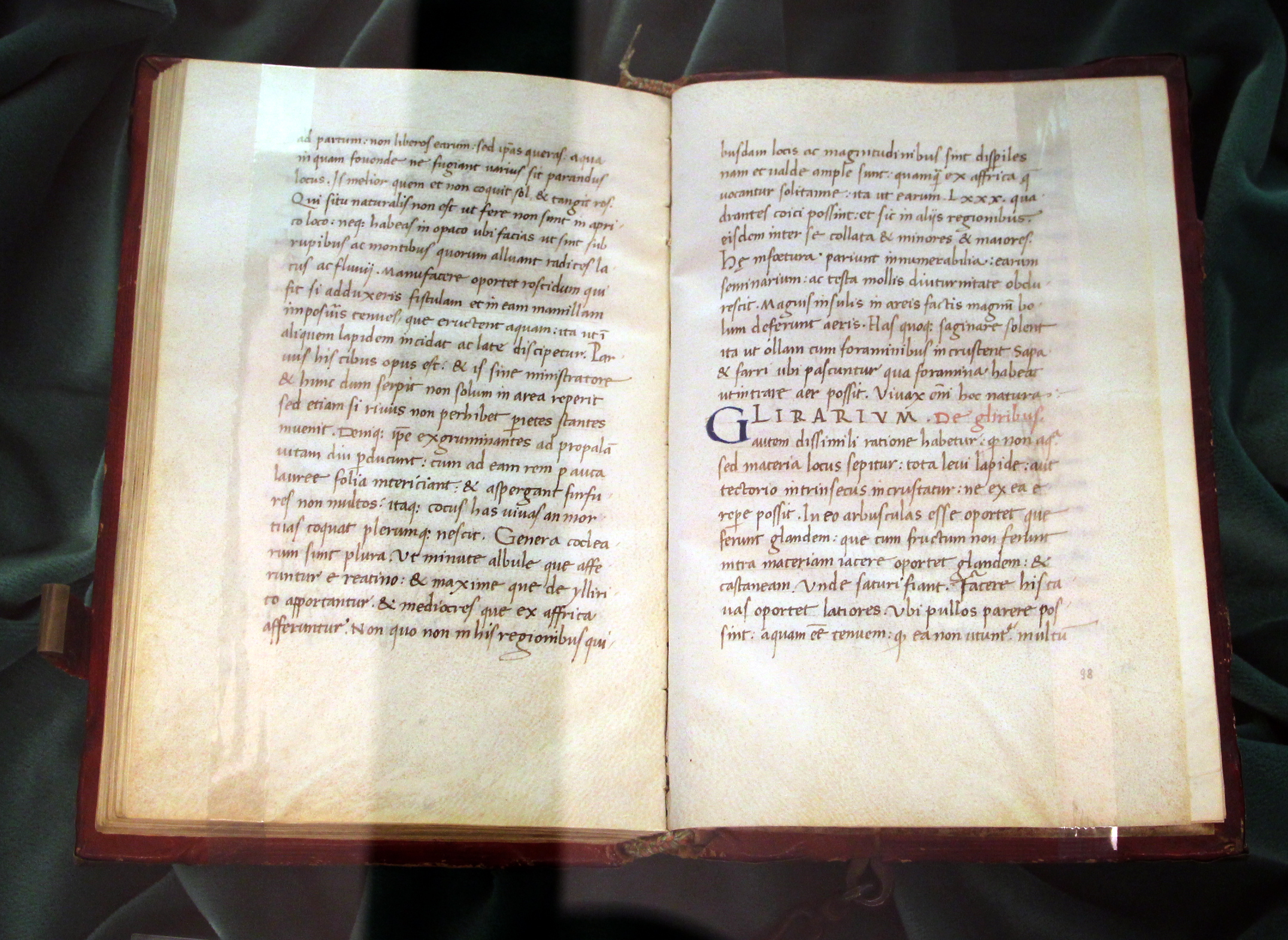
De Rustica di Varrone in un codice italiano del XV secolo (Biblioteca Medicea Laurenziana, pluteo 51.3)

De re rustica è il titolo con cui sono conosciuti vari trattati di agronomia del mondo latino. Di solito la forma del testo è formata da tre libri.

## Tradizione manoscritta
La tradizione bibliografica fu per un lungo periodo di tempo, di pubblicare i testi di autori diversi, in forma congiunta e, spesso, senza rigore filologico perché indirizzato solo a un criterio di utilità pratica.
La prima edizione di un trattato sull'agricoltura (quello di Varrone) fu pubblicata a Venezia nel 1472. Seguirono fra gli incunaboli Bologna ed altre edizioni veneziane.
Nel cinquecento il gran fiorire di nuove edizioni ebbe come centro Parigi.

## Testi superstiti
Tradizionalmente venivano pubblicati sotto il titolo De re rustica le seguenti opere antiche:
- Il trattato di Marco Porcio Catone ha più propriamente il titolo di De agri cultura.
- Il trattato di Marco Terenzio Varrone è in genere conosciuto come De re rustica.
- Con il titolo De re rustica è conosciuta l'opera, suddivisa in dodici libri, di cui il decimo è in esametri, dello scrittore Lucio Giunio Moderato Columella. Costituisce il più importante trattato di agronomia dell'intera antichità, dove non si parla solo di agricoltura ma più in generale delle scienze agrarie.

In modo più discontinuo venivano pubblicati anche:
- Cassio Dionisio di Utica che tradusse in greco dal punico l'opera di Magone il Cartaginese, a sua volta ripreso e tradotto in greco da Diofane Niceo.
- Rutilio Tauro Emiliano Palladio, l'ultimo esponente della romanità classica fu la cui opera è conosciuta ugualmente con il titolo De re rustica.

Gran parte del sapere antico confluì poi nel testo greco dei Geoponica.

## Tematiche dei trattati
Il tema è in genere visto sotto tre angolazioni:
- l'elogio della vita rustica, come esempio delle antiche virtù (aspetto prevalente in Catone);
- manuale di agronomia (aspetto prevalente in Columella);
- necessità di assicurare il rifornimento alimentare per la città di Roma.

Nel 1494 l'umanista Filippo Beroaldo curò una celebre edizione dei testi latini del De re rustica, accompagnata da note, concependo tali scritti non per il loro valore filologico, ma per l'utilità pratica in agricoltura. L'opera costituì un esempio imitato da molti altri editori.

## Edizioni
- 1472: Scriptores rei rusticae, seu Cato, Varro, Columella, Palladius Rutilius Taurus; curaverunt Georgius Merula [Alexandrinus] et Franciscus Colucia, Venetiis, apud Nicolaum Ienson, 1472
- 1482: Scriptores rei rusticae, seu Cato, Varro, Columella, Palladius Rutilius Taurus; curaverunt Georgius Merula [Alexandrinus], Franciscus Colucia et M. Bottonus, Regii Lepidi, Bartholomaeus de Bruschis, 1482
- 1494: Opera Agricolationum, Columellae, Varronis, Catonisque nec non Palladii; cum excriptionibus Philippi Beroaldi & commentariis quae in aliis impressionibus non extant, Bononiae, Benedictus Hectoris, 1494
- 1514: Libri de re rustica: M. Catonis lib. I; M. Terentii Varronis lib. III; L. Iunii Moderati Columellae lib. XII; eiusdem De arboribus liber ...; Palladii lib. XIIII; de duobus dierum generibus, simulque de umbris & horis ...; Georgii Alexandrini enarrationes priscarum dictionum ... [ed. Ioannes Iucundus Veronensis], Venetiis, in aedibus Aldi et Andreae soceri, 1514
- 1515: Libri de re rustica: M. Catonis lib. I; M. Terentii Varronis lib. III; L. Iunii Moderati Columellae lib. XII; eiusdem de arboribus liber ...; Palladii lib. XIIII; de duobus dierum generibus, simulque de umbris & oris ...; a Nicolao Angelio recogniti & typis excusi, cum indice & expositione omnium dictionum; additis nuper commentariis Iunii Pompo. Fortunati in librum De cultu hortorum, cum adnotationibus Philippi Beroaldi, Florentiae, opera et impressa Philiipi Iuntae, 1515
- 1521: Libri De Re Rustica...Additis Nuper Commentariis Iunii Pompo. Fortunati in Librum De Cultu Hortorum, Cum Adnotationibus Philippi Beroaldi..., Firenze, Filippo Giunta, 1521
- 1529: Scriptores rei rusticae, Lutetiae, I. B. Ascensius, 1529
- 1533: Libri de re rustica: M. Catonis, Marci Terentii Varronis, L. Iunii Moderati Columellae, Palladii Rutilii, quorum pagina sequenti reperies, Lutetiae, apud Galeotum a Prato, 1533
- 1535: De re rustica: M. Catonis lib. I; M. Terentii Varonis lib. III; Palladii lib. XIIII, Lugduni, Sebastianus Gryphius, 1535
- 1536: De re rustica: M. Catonis liber I; M. Terentii Varronis lib. III; Palladii lib. XIIII; L. Iunii Moderati Columellae lib. XIII; priscarum vocum in libris de re rustica enarrationes, per Georgium Alexandrinum; Philippi Beroal[di] in lib. XIII Columellae annotationes; Aldus de dierum generibus, simulque de umbris & horis ..., Coloniae, Ioannes Gymnicus excudebat, 1536
- 1541: De re rustica libri XII. Eiusdem de Arboris liber, separatus ab aliis, Lyon, Sébastien Gryphe, 1541.
- 1543: Libri de re rustica: M. Catonis lib. I, M. Terentii Varronis lib. III, per P. Victorium, ad veterum exemplarium fidem, suae integritati restituti; L. Iunii Moderati Columellae de re rustica libri XII; eiusdem de arboribus liber; enarrationes vocum priscarum in libris de re rustica, per Georgium Alexandrinum; Philippi Beroaldi in libros XIII Columellae annotationes; Aldus de dierum generibus, simulque de umbris & horis ...; Palladii Rutilii Tauri Aemiliani ... de re rustica libri XIIII: Petri Victorii explicationes suarum in Catonem, Varronem, Columellam castigationum, Parisiis, ex officina Roberti Stephani typographi regii, 1543
- 1595: Rei rusticae auctores Latini veteres M. Cato, M. Varro, L. Columella, Palladius; priores tres, e vetustiss. editionibus; quartus, e veteribus membranis aliquammultis in locis emendatiores; cum tribus indicibus, capitum, auctorum & rerum ac verborum memorabilium, Heidelbergae, ex Hier. Commelini typographio, 1595
- 1735: Scriptores rei rusticae veteres Latini Cato, Varro, Columella, Palladius; quibus nunc accedit Vegetius de mulo-medicina et Gargilii Martialis fragmentum; adiectae notae et lexicon rei rusticae curante I.M. Gesnero, Lipsiae, 1735
- 1794-1797: Scriptorum rei rusticae veterum latinorum tomus primus-[quartus] ex librorum scriptorum atque editorum fide et virorum doctorum coniecturis correxit, atque interpretum omnium collectis, et excerptis commentariis suisque illustravit Io. Gottlob Schneider, Saxo, Lipsiae, sumtibus Casp. Fritsch, 1794-97

## Traduzioni

### Italiane
- Columella, De l'agricoltura libri XII. Trattato de gli alberi del medesimo, tradotto nuovamente di latino in lingua italiana per Pietro Lauro modonese, In Venetia, per Michele Tramezino, 1544
- Catone, De re rustica, con note, [Traduzione di Giuseppe Compagnoni], Tomo I-III, Venezia, nella stamperia Palese, 1792-94 («Rustici latini volgarizzati»)
- Columella, Dell'agricoltura, con note, Traduzione del dottor Giangirolamo Pagani, Tomo I-X, Venezia, nella stamperia Palese, 1793-99 («Rustici latini volgarizzati»)
- Varrone, Dell'agricoltura, con note, Traduzione del dottor Giangirolamo Pagani, Tomo I-IV, Venezia, dalla tipografia Pepoliana, 1795-97 («Rustici latini volgarizzati»)
- Columella, L'agricoltura volgarizzata da Benedetto Del Bene, Volume I-II, Verona, presso Giovanni Gambaretti, 1808
- R.T.E. Palladio, Volgarizzamento, Testo di lingua la prima volta stampato, [a cura di Paolo Zanotti], Verona, per Dionisio Ramanzini, 1810
- Catone - Varrone, Opere, [Traduzione di Giuseppe Compagnoni e Giovanni Berengo], Venezia, G. Antonelli, 1846
- Catone, Dell'agricoltura, Versione di Alessandro Donati, Milano, Notari, 1929
- Varrone, La vita dei campi, Versione di Alfredo Bartoli, Milano, Notari, 1930
- Columella, De re rustica, [Testo latino e traduzione italiana a cura di Rosa Calzecchi Onesti], Roma, Ramo editoriale degli agricoltori, 1947-48

### Francesi
- Columelle, Les douze livres des choses rustiques. Traduicts de Latin en François, par feu maistre Claude Cotereau Chanoine de Paris. La traduction duquel ha esté soingneusement reveue & en la plupart corrigée & illustrée de doctes annotations par maistre Jean Thierry de Beauvoisis, Paris, Jacques Kerver, 1551.
- Columelle, Les douze livres des choses rustiques. Traduicts de Latin en François, par feu maistre Claude Cotereau Chanoine de Paris. La traduction duquel ha esté soingneusement reveue & en la plupart corrigée & illustrée de doctes annotations par maistre Jean Thierry de Beauvoisis, Paris, par Iacques Kerver, 1555.
- Les agronomes latins. Caton, Varron, Columelle, Palladius avec la traduction en français, publiés sous la direction de m. Nisard.  Paris, J.J. Dubochet, 1844 (Traduzioni di Catone per feu Antoine, professeur à la ferme modèle de Roville; di Varrone per m. Wolf; di Columella e Palladio per Saboureux de La Bonnetterie, riveduta).